# 3208 Lunn
A 3208 Lunn (ideiglenes jelöléssel 1981 JM) a Naprendszer kisbolygóövében található aszteroida. Edward L. G. Bowell fedezte fel 1981. május 3-án.